# Gefecht am Embach
1. Phase: Schwedische Dominanz (1700–1709)
Dänischer Kriegsschauplatz (1700)
Humlebæk • Tönning I 
Livländ./ Estnischer Kriegsschauplatz (1700–1708)
Riga I • Jungfernhof • Varja • Pühhajoggi • Narva • Petschora • Düna • Rauge • Erastfer • Hummelshof • Embach • Tartu • Narva II • Wesenberg I • Wesenberg II
Ingermanländ./ Finnischer Kriegsschauplatz (ab 1701)
Archangelsk • Ladogasee • Nöteborg • Nyenschanz • Newa • Systerbäck • Petersburg • Wyborg I • Porvoo • Newa II • Koporje II • Kolkanpää
Litauisch-weißrussischer Kriegsschauplatz (1702–1706)
Vilnius • Saladen • Jakobstadt • Gemauerthof • Mitau • Grodno I • Olkieniki • Njaswisch • Klezk • Ljachawitschy
Polnischer Kriegsschauplatz (1702–1706)
Klissow • Pułtusk • Thorn • Lemberg • Warschau • Posen • Punitz • Tillendorf • Rakowitz • Praga • Fraustadt • Kalisch 
Russischer Kriegsschauplatz (1708–1709)
Grodno II • Golowtschin • Moljatitschi • Rajowka • Lesnaja • Desna • Baturyn • Koniecpol • Weprik • Opischnja • Krasnokutsk • Sokolki • Poltawa I • Poltawa II
2. Phase: Schweden in der Defensive (1710–1721)
Baltischer und Finnischer Kriegsschauplatz (bis 1714)
Riga II • Wyborg II • Pernau • Kexholm • Reval • Hogland • Pälkäne • Storkyro • Nyslott • Hanko 
Schwed./Norwegischer Kriegsschauplatz (1710–1721)
Helsingborg • Køge-Bucht • Bottnischer Meerbusen • Frederikshald I • Dynekilen-Fjord • Göteborg I • Strömstad • Trondheim • Frederikshald II • Marstrand • Ösel • Göteborg II • Södra Stäket • Grönham • Sundsvall
Norddeutscher Kriegsschauplatz (1711–1716)
Elbing • Wismar I • Lübow • Stralsund I • Greifswalder Bodden I • Stade • Rügen • Gadebusch • Altona • Tönning II • Stettin • Fehmarn • Wismar II • Stralsund II • Jasmund • Peenemünde • Greifswalder Bodden II • Stresow 
Das Gefecht am Embach ereignete sich am 26. Apriljul. / 7. Mai 1704greg. zwischen einer Abteilung der neu aufgebauten Russischen Marine und einer Seeflottille der Schwedischen Marine während des Großen Nordischen Krieges an einem Zubringerfluss des Peipussees. Im Ergebnis gelang es der russischen Abteilung die schwedische Flottille vollständig zu vernichten, wodurch die Seeherrschaft auf dem Peipussee für Russland gesichert wurde und weitere Landoperationen zur Eroberung Schwedisch-Livlands durch Russland abgesichert wurden.

## Vorgeschichte

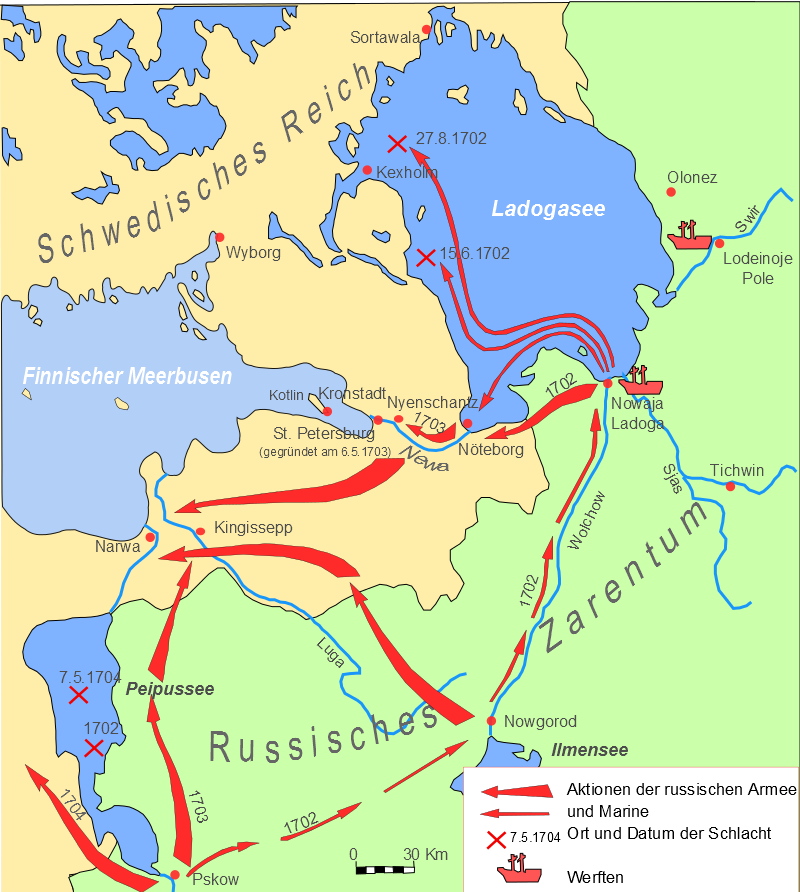
Russische Vorstöße in das schwedische Kernland von 1700 bis 1704

Die russischen Kriegszüge zur Eroberung Livlands waren bisher vergeblich gewesen. Dem schwedischen Befehlshaber Löschern von Herzfeld konnte die schwedische Provinz vor dem Zugriff durch russische Einheiten bis dato wirksam schützen. Die Kontrolle des Peipussees war daher für beide Kriegsparteien von großer Wichtigkeit für eine Entscheidung im Kampf um Livland. Schweden hatte zu Anfang des Krieges keine Seekräfte auf dem Peipussee und begann im Frühjahr 1701 mit der Aufstellung einer Flottille. Das schwedische Admiralitätskollegium entsandte im Juli Vizeadmiral Gideon von Numers nach Dorpat mit dem Auftrag hierfür die Aktivitäten vor Ort zu leiten. Im Sommer 1702 befand sich die Flottille unter Kommando von Carl Gustav Loschem von Hertzfeld. Die Jacht Vivat wurde 1702 von russischen Kräften versenkt und gegen Ende des Jahres auf einer Schiffswerft am Embach Fluss neu gebaut. Im Mai 1704 verfügte die Flottille über 13 Schiffe:
- Victoria (6 Kanonen),
- Numers (4 Kanonen),
- Wachtmeister (14 Kanonen),
- Horn (4 Kanonen),
- Carlscrona (12 Kanonen),
- Stromfeld (5 Kanonen),
- Carl XII/Carolus (12 Kanonen),
- Narva (8 Kanonen),
- Schlippenbach (4 Kanonen),
- Elephant (6 Kanonen),
- Ulrica (10 Kanonen),
- Skytte (8 Kanonen),
- Vivat (6 Kanonen).

Bestückt waren diese Kriegsboote mit zusammen 98 Geschützen, im Schnitt sieben Kanonen je Boot. Die russische Kriegstaktik setzte darauf die Seeherrschaft auf dem Peipussee von den Schweden zu erringen, bevor erneute Kriegszüge nach Livland unternommen werden sollten. Während der Wintermonate wurde eine Anzahl Fahrzeuge an den östlichen Ufern des Sees gebaut und Segelfertig gemacht. Als der Frühling gekommen war, verließen die Schärenboote unter Oberkommando von Scheremetjew auf Befehl Peters I. Pskow und ruderten zum westlichen Ufer hinüber den Embach flussaufwärts. Sie verfolgten dabei die Absicht, die schwedischen Schiffe, die weiter flussaufwärts unter Dorpats Schutz vor Anker lagen, einzuschließen, indem sie an der Flussmündung eine Blockade errichteten. Damit sollten jegliche schwedische Aktionen auf dem Peipussee zukünftig verhindert werden. Das russische Korps bestand aus 7.317 Männern mit 18 Kanonen in 100 unbewaffneten Booten.

## Verlauf

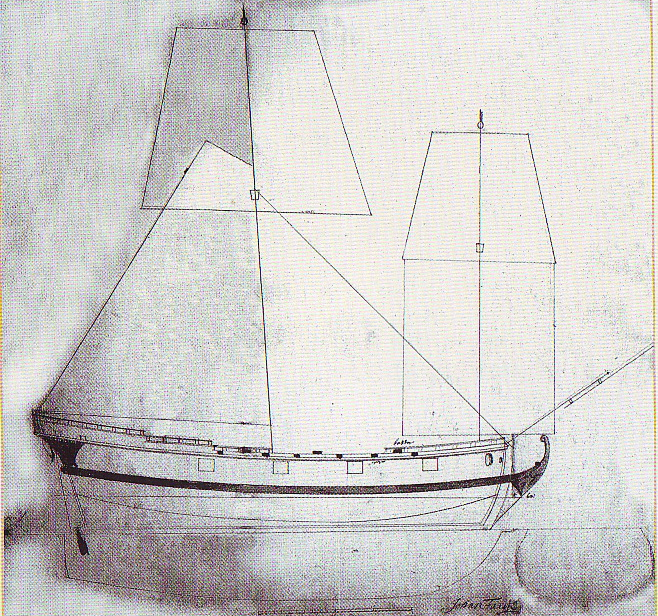
Schwedische Brigantine Ulrica

Auch die schwedische Flottille unter Löschern verließ Dorpat, segelte den Fluss hinab zum Peipussee um eigene Offensivoperationen auf dem See zu unternehmen.
Die Russen hatten bereits den Embach erreicht. Sie erfuhren, so stellt es die einschlägige Literatur dar, im Vorfeld von dem schwedischen Plan und trafen entsprechende Vorkehrungen. An einer schmalen Stelle des Flusses legten die Russen unter Kommando von Nicolas von Werden eine Barriere an, so dass dieser gänzlich für Boote unpassierbar wurde. Dahinter lagerten die russischen Ruderboote in Reihen. Die vielen an Bord befindlichen Truppen besetzten zu beiden Seiten des Flusses die hohen Böschungen und errichteten Geschützbatterien die auf die schwedischen Schiffe feuern sollten. Der schwedische Kommandant ließ seine Flottille mit Tagesanbruch die Anker lichten und stromabwärts auslaufen. Die Schweden hatten durch Bauern von der russischen Barriere erfahren, setzten aber dennoch zuversichtlich ihren Kurs fort. Loschern befahl seinen Booten die Fahrt zu beschleunigen, um den Russen noch im offenen Wasser begegnen zu können. Die schwedischen Boote konnten auf dem schmalen Fluss nur hintereinander segeln, so dass sie an der Barriere erkennen mussten, dass ein Durchbruch aussichtslos war. Zudem setzte ein sehr starkes Gewehrfeuer von den Uferböschungen ein.
Die Schweden zählten lediglich 250 Soldaten und 320 Matrosen und waren den Russen infanteristisch deutlich unterlegen. Ein Rückzug entgegen der Strömung war nicht möglich, so dass mehrere hundert Schweden ihre Schiffe verließen und ans Ufer wateten, sich dort sammelten und sich zu Fuß durch die russischen Linien kämpften und schließlich unter Verlusten nach Dorpat entkamen. Sämtliche schwedische Schiffe der Flottille fielen in russische Hände. Der schwedische Kommandant Löschern sprengte sich und sein Flaggschiff, die Jacht „Carolus“ in die Luft, als es drohte von einem russischen Enterkommando in Besitz genommen zu werden.

## Folgen
Die Aktion dauerte drei Stunden. Die Russen erbeuteten 12 Schiffe, 86 Kanonen und nahmen 142 Mann gefangen. Über 190 Schweden fielen, 240 gelang die Rückkehr nach Dorpat. Nach russischen Angaben starben im Gefecht 58 Russen bei 162 Verwundeten. Die russische Abteilung verblieb für die nächsten Tage an der Gefechtsstelle und zog sich dann am 20. Mai mitsamt den Trophäen nach Pskow zurück. Im Ergebnis gewann Russland durch diese Aktion die ungeteilte Seeherrschaft auf dem Peipussee. Eine Versorgung seiner Truppen in Livland konnte nun gewährleistet werden. Dorpat war nun von Seeseite her ungeschützt. Die russischen Kräfte konzentrierten sich fortan auf die Belagerung Dorpats, welches am 13. Juli in die Hände der Russen fiel.